# Marcello Tegalliano
Marcello Tegalliano (seconda metà del VII secolo – 726) è stato, secondo la tradizione, il secondo doge del Ducato di Venezia.

## Biografia
L'unica menzione storica certa di Marcello (il cognome Tegalliano è un'invenzione tardo-trecentesca dei cronisti Nicolò Trevisan ed Enrico Dandolo) è il Pactum Lotharii stipulato nell'840 tra l'imperatore Lotario I e il doge Pietro Tradonico. Nel testo è citata la cosiddetta terminatio liutprandina, un accordo sulla delimitazione dei confini attorno a Cittanova concluso sotto il re dei Longobardi Liutprando tra il duca Paoluccio e il magister militum Marcello e ancora in vigore ai tempi del Sacro Romano Impero.
Il Pactum fu più volte confermato nei secoli che seguirono ed era quindi ben noto a Giovanni Diacono, il primo cronista che, attorno all'anno Mille, identificò Paoluccio e Marcello rispettivamente come il primo e il secondo doge di Venezia.
Queste conclusioni sono state poi adottate dalla storiografia successiva sino all'epoca moderna, quando alcuni studiosi hanno messo in dubbio la storicità di Paoluccio e Marcello. Per Roberto Cessi il primo doge fu Orso, eletto direttamente dai venetici nel 726 durante una rivolta contro il governo dell'imperatore bizantino Leone III Isaurico; Paoluccio sarebbe da identificare con l'esarca di Ravenna Paolo, mentre Marcello sarebbe stato un magister militum appartenente alla gerarchia bizantina della Venetikà. Carlo Guido Mor e Stefano Gasparri hanno ipotizzato invece che Paoluccio fosse il duca longobardo di Treviso, mentre Marcello sarebbe stato il suo interlocutore di parte veneziana.
Non sappiamo pressoché nulla riguardo al governo di Tegalliano che, stando alle cronache, sarebbe morto dopo nove anni di dogato - quindi, fissando la morte di Paoluccio nel 717, fino al 726. Di certo, in quel periodo si riaccese lo scontro tra il patriarca di Grado e il patriarca di Aquileia. Nel 723 papa Gregorio II inviò una lettera ai vescovi della provincia ecclesiastica della Venezia e Istria in cui redarguiva Sereno di Aquileia sul rispetto dei diritti di Donato di Grado. Tralasciando i dubbi di molti storici circa la veridicità della missiva, il testo ci è tramandato integralmente da Andrea Dandolo; tra i destinatari figura anche il magister militum Marcello, accompagnato dal titolo di duca, ma certamente si tratta di una falsificazione per dare maggior credito al documento.
Secondo Andrea Dandolo fu sepolto, come il predecessore, a Eraclea. I già citati Trevisan e Dandolo, sulla base dell'assonanza con nome e cognome, identificarono Marcello come il capostipite delle famiglie Marcello e Fonicalli.